# Kvinnlig könsstympning i Sverige
Kvinnlig könsstympning i Sverige (tidigare kallad "kvinnlig omskärelse") är förbjuden i lag (SFS 1982:316) sedan 1982. Fram till 2014 har endast två fall gått till domstol och lett till fängelsedomar, båda 2006. Idag finns utarbetade riktlinjer för hur yrkespersoner som kommer i kontakt med misstänkta fall bör agera. På nationell och många regionala nivåer finns handlingsplaner för hur traditionen kan förebyggas socialt, kulturellt och brottspreventivt i det svenska samhället.

## Lagstiftning
I Sverige är kvinnlig könsstympning, eller som det tidigare benämndes "omskärelse", förbjudet sedan 1982. Benämningen "könsstympning" kom med en omformulering av lagen 1998. Det finns flera lagrum som kan aktualiseras när det gäller hantering av frågan om kvinnlig könsstympning  i Sverige.

### Brottsbalken
5 § Den som tillfogar en annan person kroppsskada, sjukdom eller smärta eller försätter honom eller henne i vanmakt eller något annat sådant tillstånd, döms för misshandel till fängelse i högst två år eller, om brottet är ringa, till böter eller fängelse i högst sex månader. Lag (1998:393).
Man skulle också med tidigare lagstiftning ha kunnat döma för kvinnlig könsstympning i Sverige. I alla västerländska länders lagstiftningar finns förbud mot stympning och misshandel, och i Frankrike har ett trettiotal personer dömts för kvinnlig könsstympning utifrån denna mer generella lagstiftning. 1982 tillkom speciallagstiftning i Sverige som uttryckligen förbjöd just "kvinnlig omskärelse". Sådana speciella lagstiftningar mot kvinnlig omskärelse/könsstympning finns också numera i andra europeiska länder: Norge, Danmark, Belgien, Storbritannien, Italien, Spanien och Österrike. En speciallagstiftning anses vara opinionsbildande och ge uppmärksamhet åt frågan. Det har också funnits förhoppningar om att en speciell lag skulle göra brottet lättare att ta till domstol. Dock visar fallet Frankrike, det enda land med en mängd fall i domstol, att den vanliga brottsbalken räcker väl (de har inte speciallagstiftning där). Forskning på EU-nivå förespråkar inte speciallagstiftning.

### Lag (1982:316) med förbud mot könsstympning av kvinnor
1 § Ingrepp i de kvinnliga yttre könsorganen i syfte att stympa dessa eller åstadkomma andra bestående förändringar av dem (könsstympning) får inte utföras oavsett om samtycke har lämnats till ingreppet eller inte.
Ingreppet är alltså förbjudet även om kvinnan/flickan samtyckt till ingreppet; ett sådant samtycke ger alltså inte ansvarsfrihet för brottet. Vid brott av normalgraden är straffet fängelse, upp till fyra år. Vid grova brott kan straffet bli fängelse i upp till tio år. Även den som stämplar till eller förbereder könsstympning begår ett straffbart brott, precis som den som försöker utföra könsstympning. Lagen skärptes 1999 genom att den grundläggande straffrättsliga principen om dubbel straffbarhet undantogs för förbudet, vilket innebär att även brott begångna på en plats där de vid tiden för brottet var legalt är straffbara i Sverige.

### SoL, Socialtjänstlagen
14 kapitlet i SoL Anmälan om missförhållanden 
1 § Var och en som får kännedom om något som kan innebära att socialnämnden behöver ingripa till ett barns skydd bör anmäla detta till nämnden. Myndigheter vars verksamhet berör barn och ungdom samt andra myndigheter inom hälso- och sjukvården och socialtjänsten är skyldiga att genast anmäla till socialnämnden om de i sin verksamhet får kännedom om något som kan innebära att socialnämnden behöver ingripa till ett barns skydd. Detta gäller även dem som är anställda hos sådana myndigheter. Sådan anmälningsskyldighet gäller också dem som är verksamma inom yrkesmässigt bedriven enskild verksamhet som berör barn och ungdom eller annan yrkesmässigt bedriven enskild verksamhet inom hälso- och sjukvården eller på socialtjänstens område.
Sammanfattningsvis har yrkespersoner som kommer i kontakt med fall av misstänkt könsstympning en plikt att anmäla till socialtjänsten. Övriga medborgare, säger socialtjänstlagen, bör anmäla. Oavsett om anmälan görs till socialtjänsten enligt socialtjänstlagen har var och en plikten att anmäla till polisen enligt Lagen med förbud mot könsstympning av kvinnor.
Socialstyrelsen skriver i sina riktlinjer: ”Som enskild person bör man enligt 14 kap. 1 § SoL anmäla till socialtjänsten om man får vetskap om eller misstänker att en flicka ska könsstympas här i Sverige eller utomlands eller om stympning nyligen skett. Observera att det inte är anmälarens uppgift att utreda saken 'så att man säkert vet' innan anmälan görs till socialtjänsten. Enskilda personer har möjlighet att göra en anonym anmälan.”

### LVU, Lag (1990:52) med särskilda bestämmelser om vård av unga
Socialtjänsten har möjlighet att fatta beslut om omedelbart omhändertagande om det finns vetskap eller allvarliga misstankar om att en familj är på väg att låta könsstympa sin flicka. Detta om risken för könsstympning är överhängande och inte går att förhindra på annat sätt. Dock kan inte ett omhändertagande ske om syftet är att läkarundersöka flickan vid misstänkt könsstympning och föräldrarna motsätter sig detta. Då kan man i stället använda sig av Lagen om särskild företrädare för barn.

### Lag (1999:997) om särskild företrädare för barn
En särskild företrädare för barn kan utses av åklagare och denne kan ta beslut om genital undersökning vid misstänkt könsstympning, även om flickans föräldrar motsätter sig undersökning.

### Offentlighets- och sekretesslag (2009:400)
I lagen framgår att yrkesverksamma inom hälso- och sjukvård, samt inom socialtjänsten, generellt sett är bundna av sekretess. Emellertid föreligger idag inte hinder för att polisanmäla misstänkt könsstympning till polisen:
Misstankar om vissa begångna brott mot unga
21 § Sekretessen enligt 25 kap. 1 §, 2 § andra stycket och 3- 5 §§, 26 kap. 1, 3, 4 och 6 §§ samt 33 kap. 2 § hindrar inte att en uppgift lämnas till en åklagarmyndighet eller en polismyndighet, om uppgiften angår misstanke om brott som riktats mot någon som inte har fyllt arton år och det är fråga om brott som avses i
1. 3, 4 eller 6 kap. brottsbalken, eller
2. lagen (1982:316) med förbud mot könsstympning av kvinnor.
Ofta finns lokala föreskrifter inom socialtjänsten som stadgar att brott mot barn ska anmälas till polisen. De befintliga utredningar som idag finns kring misstänkt könsstympning visar att socialtjänsten anmäler de fall de får kännedom om till polisen. När det gäller sjukvårdsanställd personal föreligger inget hinder för att anmäla misstänkt könsstympning. Sekretesslagen tillåter en sådan anmälan oavsett svårighetsgrad på det eventuella brottet.
Socialstyrelsen har gett ut riktlinjer till skola, socialtjänst och hälso- och sjukvård, samt till polis och åklagare.
Könsstympning av kvinnor är förbjudet i större delen av västvärlden, och alltfler utvecklingsländer förbjuder också sedvänjan. I Frankrike har föräldrar och omskärerskor tagits till domstol, där ett trettiotal personer ursprungligen från Västafrika har dömts.

## Rättsfall
Sedan lagen kom 1982 och fram till och med 2010 hade 46 anmälningar om misstänkta könsstympningar  av flickor inkommit till polisen. Av dem lades 13 ner då de inte ansågs vara relevanta utifrån könsstympningslagen (exempelvis för att de gällde manlig omskärelse eller var anmälningar mot privata kliniker som utför intimkirurgi). I 20 av de misstänkta fallen gjordes genitala undersökningar, varav det i 11 fall inte fanns några synliga spår av ingrepp. Av de återstående 9 förundersökningarna lades 7 ned, då det inte kunde styrkas att flickan könsstympats på ett olagligt sätt. Svårigheter med att styrka brott kunde handla om att flickan sannolikt redan var könsstympad då hon kom till Sverige, eller att hon könsstympats efter beslut av släktingar i familjens hemland och det inte var möjligt att knyta någon i Sverige boende person till händelsen.
I Sverige har två fall gått till domstol, båda i Göteborg under 2006. I det ena fallet dömdes en somalisk man till fängelse i två år för könsstympning som ska ha ägt rum i Mogadishu under 2005. I boken "Ali och den svenska rättvisan" från 2008 hävdar antropologen Sara Johnsdotter att mannen blev felaktigt dömd.
I det andra fallet dömdes en somalisk kvinna till tre års fängelse för könsstympning och grov fridskränkning. Utöver könsstympningen, som ska ha ägt rum i Somalia 2001, dömdes kvinnan för upprepad misshandel av sin dotter.

## Förekomst
År 2014 uppskattades 90 000 offer för kvinnlig könsstympning leva i Sverige.
Enligt en studie gjord av Karolinska Institutet antas att en tredjedel familjer som invandrat till Sverige ifrån länder med könsstympande hederskulturer fortsätta med sedvänjan. Dessa familjer upplever trycket ifrån släkten i hemlandet som starkt speciellt om de besöker sina släktingar i hemlandet.
Många flyktinggrupper låter könsstympa flickor precis innan de reser till Sverige efersom de känner till det svenska förbudet. I andra fall kan flickorna trots förbudet skickas till ett annat europeiskt land för att lemlästas där.

## Genitala undersökningar
Genitala undersökningar för att fastställa huruvida könsstympning ägt rum kan göras på olika sätt, till exempel genom screening, frivillig gynekologisk undersökning eller tvångsundersökning.

### Screening
Screening är en medicinsk metod för att upptäcka en sjukdom eller ett tillstånd genom att undersöka också sådana personer i befolkningen som är symtomfria. Att sådan screening av flickors genitalier bör genomföras i Sverige har föreslagits av exempelvis av Nyamko Sabuni: ”Inför obligatoriska gynekologiska undersökningar på flickor. Samhället måste hitta former för att hindra, avslöja och bevisa könsstympning. Det bör inom skolans ram införas obligatoriska läkarkontroller, liknande de som genomförs på pojkar vid sex års ålder. Detta bör för flickor ske någon gång på högstadiet.”
Förslaget har inte fått genomslag på så sätt att nya rutiner införts. En sådan screening skulle bli kostsam att genomföra och skulle kunna komma att riskera förtroendet mellan skolhälsovård och elever. Enligt handläggare på Socialstyrelsen skulle en screening av barn vid t.ex. sex års ålder medföra att föräldrarna könsstympar sina barn vid sju års ålder istället. Könsstympning får år 2015 en egen diagnoskod så att omfattningen, vilken tidigare varit svår att säkerställa då den registrerats under olika diagnoser för underlivsproblematik.

### Frivilliga gynekologiska undersökningar
Det händer att föräldrar ger sitt medgivande till genitala undersökningar av en flicka om myndigheter misstänker att olaglig könsstympning skett eller att flickor själva vänder sig till myndigheter.

### Tvångsundersökningar
Ett antal tvångsundersökningar vid misstanke om olaglig könsstympning har ägt rum i Sverige, men förfarandet ifrågasätts av forskarna Sara Johnsdotter och Birgitta Essén eftersom det inte har lett till någon fällande dom. Av 98 fall av polisanmälda misstankar fick 61 flickor genomgå genital undersökning. I 43 av fallen kunde läkarna inte finna några tecken på könsstympning. Av samtliga polisanmälningar i Sverige fram till 2019 har två fall av olaglig könsstympning gått till domstol, och båda fallen ledde till fällande dom, men i dessa fall var det flickorna själva som vände sig till myndigheterna. Efter en tvångsundersökning i Uppsala 2005 dömdes kommunen till skadestånd för att ha brutit mot diskrimineringslagstiftningen och åsamkat flickan emotionell skada. Tvångsundersökningar har även ägt rum i Stockholm 1998, i Göteborg 1999, i Stockholm 2006, i Malmö 2008 och i Karlstad 2010. Myndigheternas agerande i dessa fall kan sägas strida mot diskrimineringslagen, som fastslår att etnisk bakgrund inte får vara motiv till att enskilda medborgare får ett visst bemötande av myndighetsperson. Det räcker alltså inte med att misstanke om könsstympning uppstår endast utifrån det faktum att en flickas familj har sitt ursprung i ett land där kvinnlig omskärelse praktiseras för att samhället ska kunna utföra en gynekologisk undersökning med tvångsmedel.

## Preventiva och stödjande åtgärder
Det förebyggande arbetet mot kvinnlig könsstympning inleddes i Sverige i början av 1990-talet. Det var då det så kallade Göteborgsprojektet startade på initiativ från Socialstyrelsen och bedrevs mellan 1993 och 1996. Uppdraget var att stödja och skapa förutsättningar för en bra vård åt Sverigeboende kvinnor och flickor som utsatts för omskärelse, men också att arbeta med opinion mot könsstympning i afrikanska invandrargrupper. Socialstyrelsen tilldelades 2,7 miljoner kronor under 1998-2001 för att arbeta mot könsstympning i Sverige.
Socialdepartementet och utrikesdepartementet arrangerade i november 2003 en internationell konferens i Stockholm. Samma år publicerade socialdepartementet en nationell handlingsplan mot könsstympning. Sedan flera år har Socialstyrelsen i uppdrag att upprätthålla en kunskapsbank kring kvinnlig könsstympning.

### Handlingsplaner och riktlinjer
De flesta landsting i Sverige har genom gynekologer, förlossningsläkare, barnmorskor, barnläkare och barnsjuksköterskor utarbetade riktlinjer för omhändertagandet av de flickor och kvinnor som drabbats av eller riskerar att drabbas av könsstympning. Många kommuner och landsting har också utarbetat handlingsplaner för hur man långsiktigt ska arbeta med frågan.

### Korrigerande operationer
Vid Karolinska sjukhuset finns ett plastikkirurgisk team som utför rekonstruktionerna eller korrigerande operationer. Såvitt (till och med år 2017) har cirka femton operationer gjorts. Ingreppet varierar beroende på fall: ibland kan en öppning göras under lokalbedövning, men i svårare fall behövs det hudtransplantation till ett avskuret klitorisollon.

## Aktiva organisationer
Den mest etablerade organisationen i Sverige är RISK, Riksförbundet Stoppa Kvinnlig Könsstympning. Organisationen startade 1994 och har idag lokala grupper runt om i landet, som i Göteborg, Karlstad, Nyköping, Stockholm, Uppsala, Umeå och Växjö.
Andra svenska organisationer som engagerat sig i frågan och har material på sina webbplatser är exempelvis Rädda Barnen, Amnesty och RFSU.